# مت تارگت
مت تارگت (به انگلیسی: Matt Targett) (زادهٔ ۲۴ دسامبر ۱۹۸۵) شناگر اهل استرالیا است.